# Narsimhapur (distrikt)
Narsimhapur är ett distrikt i Indien.   Det ligger i delstaten Madhya Pradesh, i den centrala delen av landet, 700 km söder om huvudstaden New Delhi. Antalet invånare är 1 091 854.
Följande samhällen finns i Narsimhapur:
- Narsimhapur
- Gādarwāra
- Karelī
- Chichli